# Minneapolis College of Art and Design
 (août 2017).
Si vous disposez d'ouvrages ou d'articles de référence ou si vous connaissez des sites web de qualité traitant du thème abordé ici, merci de compléter l'article en donnant les références utiles à sa vérifiabilité et en les liant à la section « Notes et références ».
Le Minneapolis College of Art and Design est une université privée américaine fondée en 1886 et consacrée aux arts visuels. Elle est située à Minneapolis dans l'État du Minnesota. 

## Anciens élèves
- Jin Meyerson (né en 1972), artiste plasticien